# Roberts Gannaway
Pour les articles homonymes, voir Gannaway.
Roberts Gannaway, parfois dit Bobs Gannaway (né le 26 juin 1965) est un réalisateur, scénariste, producteur de cinéma et acteur américain.

## Filmographie partielle

### Comme producteur
- 1999 : Mickey Mania (série télévisée)
- 1999 : How to Haunt a House
- 2001 : Disney's tous en boîte (House of Mouse) (série télévisée)
- 2006 : Kuzco, un empereur à l'école (série télévisée)
- 2018 : Bienvenue chez les Loud (série télévisée)
- 2021 : Monstres et Cie : Au travail (série télévisée)

### Comme scénariste
- 2003 : Lilo et Stitch, la série (série télévisée)
- 1997 : Danny, le chat superstar (Cats Don't Dance)
- 2003 : Stitch ! Le film (vidéo)
- 2006 : Leroy & Stitch (vidéo)
- 2014 :  Planes 2 (avec Jeffrey McHoward au scénario) et auteur de l’histoire originale

### Comme réalisateur
- 1995 : Timon et Pumbaa (série télévisée)
- 1999 : Mickey Mania (série télévisée)
- 2001 : Disney's tous en boîte (House of Mouse) (série télévisée)
- 2001 : Mickey, la magie de Noël (Mickey's Magical Christmas: Snowed in at the House of Mouse) (vidéo)
- 2003 : Stitch ! Le film (vidéo)
- 2014 : Planes 2
- 2021 : Monstres et Cie : Au travail (série télévisée)

### Comme acteur
- 1991 : À plein tube ! (The Dark Backward) : Denny Ginkle